# Alocén
Alocén è un comune spagnolo di 159 abitanti (2022) situato nella comunità autonoma di Castiglia-La Mancia.